# Yuri Klimov
{{{{sust:PAGENAME}}}} (en ruso: Юрий Михайлович Климов; Syktyvkar, RSFS de Rusia, 22 de julio de 1940 – 17 de octubre de 2022) fue un jugador y entrenador de balonmano ruso que fue campeón olímpico y subcampeón mundial con Unión Soviética.

## Carrera

### Jugador
Comenzó a jugar balonmano como estudiante en el Instituto Politécnico de Leningrado, salió junto con el club del instituto "Politécnico" en las grandes ligas y se convirtió en uno de los máximos goleadores del campeonato.
Después pasó a jugar con el MAI, donde se convirtió en el campeón de la Unión Soviética en siete ocasiones y ganó la copa del país una vez. Se convirtió en propietario de la Copa de Europa y de la Recopa de Europa.

### Selección nacional
Fue llamado por primera vez a la selección nacional de la URSS en 1963. Participó en cinco campeonatos mundiales obteniendo el subcampeonato en la Copa del Mundo de 1978.
Participó en el torneo olímpico en los XX Juegos Olímpicos de Verano donde el equipo de la URSS ocupó el quinto lugar. En el torneo, marcó 7 goles en 6 partidos jugados. En la víspera de los Juegos de Montreal decidió volver a la selección nacional, se convirtió en el capitán del equipo. En el torneo, anotó 12 goles en 6 partidos y se convirtió en campeón olímpico.
En total, jugó 173 partidos con la selección nacional de la URSS, en los que marcó 423 goles. En 1968 jugó para la Selección Mundial contra Checoslovaquia.

### Entrenador
Desde 1979 fue entrenador del equipo juvenil de la URSS, y de 1980 a 1982, entrenador del primer equipo de la Unión Soviética.
En 2006 llevó a la selección iraní a las medalla de bronce de los Juegos Asiáticos. Posteriormente entrenó al club iraní Zob Akhan .

## Logros

### Equipo
- Campeón de la URSS (7): 1965, 1968, 1970, 1971, 1972, 1974, 1975
- Ganador de la Copa de la URSS (1): 1977
- Campeón de la Copa de Europa (1): 1973
- Ganador de la Recopa de Europa (1): 1977

### Selección nacional
- Balonmano en los Juegos Olímpicos

1976
- Campeonato Mundial de Balonmano

1978

### Entrenador
- Juegos Asiáticos

2006

### Individual
- Maestro de Deportes en la Unión Soviética en 1973
- Caballero de la Orden de la Bandera Roja del Trabajo en 1976[7]
- Militante del Partido Comunista de la Unión Soviética desde 1976